# Austropallene lukini
Austropallene lukini is een zeespin uit de familie Callipallenidae. De soort behoort tot het geslacht Austropallene. Austropallene lukini werd in 2002 voor het eerst wetenschappelijk beschreven door Turpaeva. 